# Ordonnances de 1311
Les Ordonnances de 1311 sont une série de règlements imposés sous Édouard II par la pairie et le clergé du royaume d'Angleterre afin de limiter le pouvoir du roi,. Les vingt-et-un signataires des Ordonnances se nomment Seigneurs Ordonnateurs, ou simplement Ordonnateurs,. Les défaites anglaises durant les guerres d'indépendance de l'Écosse, combinées à des politiques budgétaires royales perçues comme extorsionnaires, déclenchent l'écriture des Ordonnances dans lesquelles les prérogatives administratives du roi sont en grande partie réattribuées à un conseil de barons. Les Ordonnances reprennent les Provisions d'Oxford et les Provisions de Westminster instituées à la fin des années 1250, mais contrairement aux Provisions, les Ordonnances soulèvent la question des réformes budgétaires, et en particulier la redirection des impôts de la cour du roi vers l'Échiquier. 
La conception instrumentalisée des Ordonnances soulève également d'autres questions, notamment la mésentente avec le favori du roi, Pierre Gaveston, que les barons bannissent en conséquence du royaume. Édouard II n'accepte les Ordonnances que sous la contrainte, et une longue lutte pour leur abrogation s'ensuit, qui ne s'achève que lors de l'exécution de Thomas de Lancastre, chef des Ordonnateurs, en 1322.

## Contexte

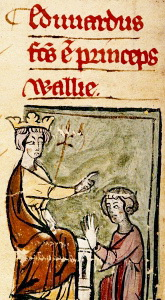
Édouard Ier bénissant son fils, le futur Édouard II, alors prince de Galles.

Quand Édouard II succède à son père Édouard Ier, le 7 juillet 1307, ses sujets présentent une attitude plutôt bienveillante envers leur nouveau roi. Cependant, le mécontentement couve sous la surface, en partie à cause de problèmes antérieurs déjà présents sous Édouard Ier, mais surtout en raison des choix d'Édouard II. Trois raisons expliquent ce mécontentement. Tout d'abord, il existe un désaccord sur la politique royale du financement des guerres. En effet, pour financer la guerre contre l'Écosse, Édouard Ier s'est appuyé de plus en plus sur la « prise », ou pourvoyance, pour ravitailler ses troupes. Bien que perçue comme une méthode tout à fait légitime de levée de fonds, les sujets estiment que la pourvoyance est devenue beaucoup trop lourde à assumer et que sa compensation est dans de nombreux cas inadaptée voire inexistante. En outre, ils n'apprécient pas le fait qu'Édouard II utilise la pourvoyance au bénéfice de la cour, tout en interrompant l'effort de guerre contre l'Écosse. Alors qu'Édouard Ier a passé la dernière décennie à se battre sans répit contre les Écossais, son fils abandonne quasiment la guerre. Au regard de cette situation, Robert Ier d'Écosse saisit l'occasion de reprendre ce qui a été perdu. Ceci expose non seulement le nord de l'Angleterre aux attaques écossaises mais menace en plus les possessions du baronnage anglais en Écosse.
La troisième et plus sérieuse raison concerne Pierre Gaveston, le favori du roi. Gaveston est un Gascon d'origine relativement modeste, avec qui le roi a développé une relation particulièrement proche,. Entre autres honneurs qu'il fait à Gaveston se trouve la remise du titre de comte de Cornouailles, une distinction autrefois réservée aux membres de la famille royale. Le traitement de faveur réservé à un parvenu comme Gaveston, ajouté à son comportement vu comme arrogant, provoque du ressentiment parmi la caste dirigeante du royaume. Ce mécontentement prend d'abord forme dans une déclaration écrite à Boulogne par des magnats qui accompagnent le roi en France lors de son mariage avec la fille du roi de France. L'agrément de Boulogne est vague, mais il exprime clairement des problèmes au sein de la cour,,. Le 25 février 1308, le roi est couronné. Le serment qu'il fait lors de son couronnement est différent de celui des rois précédents à la quatrième clause : Édouard doit promettre de maintenir les lois que la communauté « aura choisi » (aura eslu). Bien que la signification de ces mots soit peu claire sur le moment, le serment est tout de même utilisé plus tard dans le rapport de forces entre le roi et ses comtes,.
Au Parlement d'avril 1308, il est décidé que Gaveston sera banni du royaume sous la menace d'une excommunication. Le roi n'a d'autre choix que d'obtempérer et, le 28 juin, Gaveston quitte le pays, ayant été nommé Lord lieutenant d'Irlande. Le roi commence immédiatement à comploter pour le retour de son favori. Au parlement d'avril 1309, il suggère un compromis selon lequel certaines requêtes des comtes seront accordées en échange du retour de Gaveston. Le plan échoue mais Édouard a renforcé sa position pour le Parlement de Stamford qui se réunit peu après en juillet de la même année en recevant une annulation papale du traité d'excommunication. Le roi approuve la loi de Stamford (qui en essence est une réédition de l'Articuli super Cartas que son père avait signé en 1300) et Gaveston est autorisé à revenir en Angleterre. Les comtes qui ont accepté le compromis espèrent que Gaveston a compris la leçon. Pourtant, à son retour, il se comporte de manière encore pire, conférant des surnoms insultants à certains des plus grands nobles,. Quand le roi rassemble un grand conseil en octobre 1309, plusieurs comtes refusent d'y participer à cause de la présence de Gaveston. Au Parlement de février 1310, Gaveston est sommé de ne pas y assister. Les comtes désobéissent à l'ordre royal de ne pas venir armés au Parlement et viennent en tenue militaire complète demander au roi la nomination d'une commission de réformes. Le 16 mars, le roi accorde la nomination des Ordonnateurs, qui sont chargés de réformer la cour.

## Les Seigneurs Ordonnateurs
Les Seigneurs Ordonnateurs sont élus par une assemblée de magnats, sans représentation du commun,. Ils forment un groupe hétérogène de vingt-et-un Seigneurs, comptant huit comtes, sept évêques et six barons,,. Dans leurs rangs se trouvent aussi bien de fidèles royalistes que de féroces opposants au roi. Le leader naturel du groupe des Ordonnateurs est le comte de Lincoln, non seulement un des hommes les plus riches du pays, mais aussi le plus vieux des comtes, qui a prouvé sa loyauté et ses aptitudes en étant resté longtemps au service d'Édouard Ier. Lincoln a une influence modérée sur les membres les plus extrêmes du groupe, mais à sa mort en février 1311, la direction des Ordonnateurs est donnée à son gendre et héritier, Thomas de Lancastre. Lancastre, cousin du roi, est désormais en possession de cinq comtés, ce qui fait de lui l'homme le plus riche, et de loin, après le roi. Il n'existe pas de preuve de l'opposition de Lancastre au roi pendant les premières années de son règne, mais au moment des Ordonnances, il est clair que quelque chose a affecté de manière négative son opinion d'Édouard,,. Le principal allié de Lancastre est le comte de Warwick. De tous les comtes, Warwick a toujours été l'opposant le plus fervent au roi et le restera jusqu'à sa mort précoce en 1315.
Parmi les Seigneurs Ordonnateurs considérés fidèles à Édouard II se trouve le comte de Richmond qui, à cette période, est l'un des plus vieux comtes. Richmond a servi son oncle Édouard Ier et est le cousin germain d'Édouard II. D'autres comtes sont plus maniables. Le comte de Gloucester est le beau-frère de Gaveston et reste loyal au roi. Le comte de Pembroke devient plus tard l'un des soutiens les plus importants du roi, mais à ce moment-là, il trouve plus prudent de se ranger auprès des réformateurs. Concernant les barons, au moins Robert de Clifford et William Marshall semblent avoir des penchants royalistes. Au sein des évêques, seulement deux s'avèrent être des figures politiques notables, le plus connu étant Robert Winchelsey, archevêque de Cantorbéry. En plus d'une forte présence dans la vie publique anglaise, Winchelsey a mené la lutte contre Édouard Ier pour le maintien de l'autonomie de l'Église, ce qui lui a valu l'exil et la destitution de ses fonctions. Un des premiers gestes d'Édouard II en tant que roi a été de rétablir Winchelsey. Mais plutôt que de répondre par une loyauté reconnaissante, l'archevêque reprend rapidement son rôle de meneur dans la lutte contre le roi. Bien qu'il tente de calmer Winchelsey, le monarque traîne une vieille rancœur contre un autre prélat, Walter Langton, évêque de Lichfield. Édouard destitue Langton de sa position de Lord Trésorier et confisque ses biens. Langton a été un opposant de Winchelsey durant le règne précédent, mais la décision du roi à son encontre rapproche les deux ecclésiastiques.

## Les Ordonnances
Six ordonnances préliminaires sont publiées immédiatement après la nomination des Ordonnateurs, le 19 mars 1310,,, mais le comité n'achève pas son travail avant août 1311. Pendant ce temps, Édouard se rend en Écosse pour une campagne militaire avortée, mais le 16 août, le Parlement se réunit à Londres et les Ordonnances sont présentées au roi. Le document contenant les Ordonnances est daté du 5 octobre et contient 41 articles. Dans le préambule, les Ordonnateurs font part de leur préoccupations concernant ceux qu'ils considèrent comme de mauvais conseillers du roi, la précarité de la situation militaire à l'étranger et les risques de rébellion face à la pourvoyance tyrannique. Les articles peuvent être divisés en différents groupes, le plus grand faisant état des limitations des pouvoirs du roi et de ceux de ses officiels et de la soumission de ces pouvoirs à un contrôle baronnial,. Il est ordonné que le roi nomme ses officiers seulement « après consultation et consentement du baronnage et ce au Parlement ». De plus, le roi ne pourra plus partir en guerre sans l'accord du baronnage ni faire de réforme de la monnaie. Additionnellement, il est décidé que le Parlement se réunira au moins une fois par an. Parallèlement à ces décisions s'ajoutent des réformes des finances royales. Les Ordonnances bannissent ce qui est vu comme des pourvoyances extorsionnaires et déclarent que les impôts doivent être payés directement à l'Échiquier. Cette dernière clause est une réaction à la tendance croissante de collecte directe des impôts par la cour : forcer les finances royales à rendre des comptes à l'Échiquier permettra une meilleure vigilance publique.
D'autres articles relatent la punition de personnes spécifiques et parmi elles surtout Pierre Gaveston. L'article 20 décrit longuement les offenses commises par Gaveston : il est une fois de plus condamné à l'exil et doit quitter le royaume au 1er novembre. Les banquiers de l'entreprise italienne Frescobaldi sont arrêtés et leurs biens saisis. Il est jugé que la grande dépendance financière du roi aux Italiens est politiquement regrettable. Les dernières personnes visées par la punition sont le baron Henri de Beaumont et sa sœur Isabelle, deux étrangers associés à la cour du roi. Bien qu'il soit difficile de dire pourquoi leurs noms apparaissent dans les Ordonnances, leur punition est peut-être liée au rôle central de leurs possessions dans la guerre d'Écosse. Les Ordonnateurs prennent soin de légiférer sur les lois antérieures et la loi pénale est réformée. Les libertés de l'Église sont également confirmées. Pour veiller à ce qu'aucun Ordonnateur ne soit influencé dans ses décisions par des pots-de-vin du roi, des restrictions sont établies sur les présents royaux et les fonctions que les Ordonnateurs sont autorisés à recevoir durant leur mandat.

## Conséquences

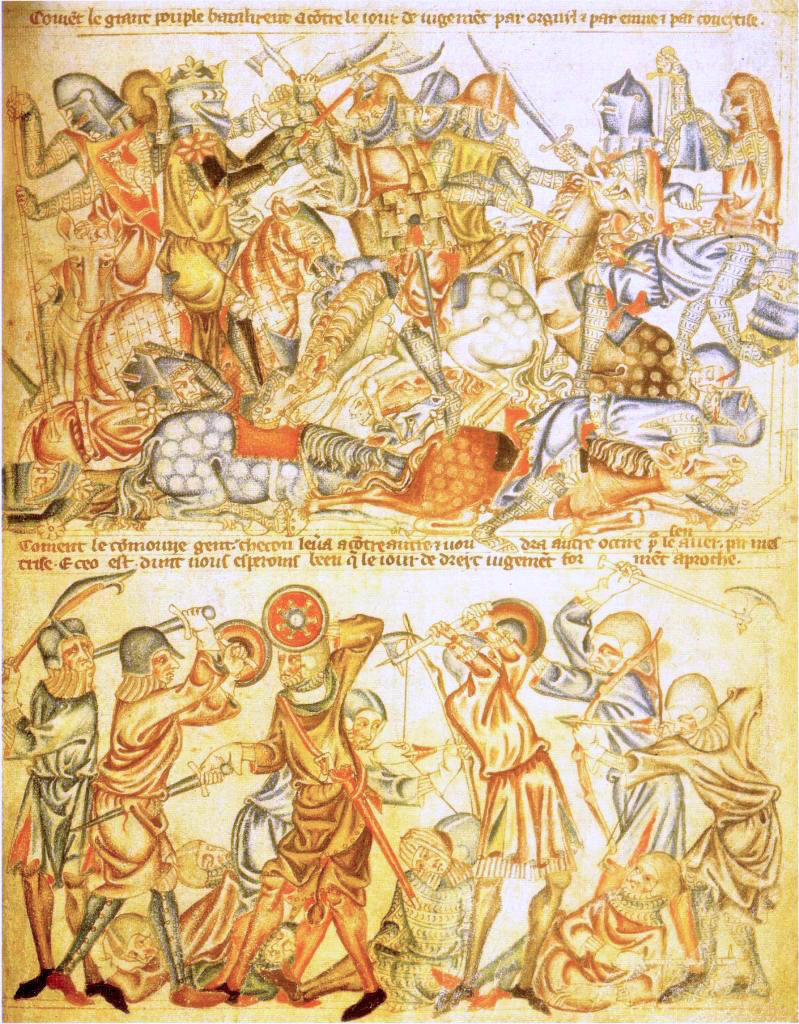
Scène de la bataille de Bannockburn dans la Bible de Holkham, vers 1327–1335.

Les Ordonnances sont publiées à grande échelle le 11 octobre 1311 avec l'intention d'obtenir le plus grand soutien populaire. La décennie suivant leur publication voit une hésitation constante entre leur abrogation et leur pérennisation. Bien qu'elles ne soient pas abrogées avant mai 1322, la vigueur avec laquelle elles sont imposées a dépendu de qui contrôlait le gouvernement. Avant la fin de l'année 1311, Gaveston est revenu en Angleterre et la guerre civile semble imminente. En mai 1312, Gaveston est retenu captif par le comte de Pembroke, mais Warwick et Lancastre le font enlever et exécuter après un simulacre de procès. Cet affront à l'honneur de Pembroke le conduit irrévocablement dans le camp du roi et divise l'opposition. Au départ, la brutalité de l'acte met Lancastre et ses acolytes à distance du pouvoir, mais la bataille de Bannockburn en juin 1314 change la donne. Édouard est humilié par sa défaite désastreuse, tandis que Lancastre et Warwick, qui n'ont pas pris part à la campagne, clament que l'assaut a été mené sans le consentement du baronnage et au mépris des Ordonnances.
Il s'ensuit une période de quasi contrôle du gouvernement par Lancastre, mais petit à petit, surtout à la suite de la mort de Warwick en 1315, son isolement s'accroît. En août 1318, le traité de Leake établit un modus vivendi entre les deux partis : le pouvoir du roi est restauré tandis qu'il promet de faire respecter les Ordonnances. Pourtant Lancastre a toujours des problèmes avec le roi, particulièrement depuis l'arrivée de son nouveau favori, Hugues le Despenser le Jeune, et son père, Hugues l'Aîné. En mai 1321, une rébellion éclate qui prend fin en mars 1322 à la suite de la défaite de Lancastre à la bataille de Boroughbridge et son exécution. Au Parlement de mai de la même année, les Ordonnances sont abrogées. Cependant, six clauses sont conservées, qui concernent la juridiction de la cour et la nomination des shérifs. Toutes les restrictions du pouvoir royal sont explicitement annulées. Les Ordonnances ne sont jamais rééditées et ne détiennent donc pas de place permanente dans l'histoire juridique de l'Angleterre, à l'image de la Magna Carta, par exemple. Leur critique s'est focalisée sur l'intérêt conservateur des barons dans la politique nationale et leur négligence de l'ascendance des communs. Pourtant, ce document, et les manœuvres qui y furent liées, reflète les changements politiques en mettant l'accent sur la manière dont l'accord devait être obtenu des barons au Parlement. Il ne s'agissait que d'une question de temps avant qu'il ne soit largement admis que la Chambre des Communes faisait partie intégrante de cette institution.